# La donna del lago (poema)
La donna del lago (The Lady of the Lake) è un poema narrativo di sir Walter Scott, pubblicato per la prima volta nel 1810.

## Storia
Composto a Trossachs regione della Scozia, è composto di sei canti, ognuno dei quali narra gli accadimenti di un singolo giorno. Il poema si svolge su tre piani: la lotta fra tre uomini, Roderick Dhu, James Fitz-James e Malcolm Graeme, per conquistare l'amore di Ellen Douglas; la contesa e riconciliazione fra re Giacomo V e James Douglas; la guerra fra gli scozzesi del sud (guidati da Giacomo V) e i clan delle highland (guidati da Roderick Dhu del Clan Alpine).
Il poema ebbe grande influenza, nel XIX secolo, nel risvegliare lo spirito di rinascita dei clan scozzesi. Dal finire del XX secolo, invece, il poema è stato praticamente dimenticato. La sua influenza fu indiretta: l'Ellens dritter gesang ovvero l'Ave Maria di Schubert, La donna del lago (1819) di Rossini, la croce ardente del Ku Klux Klan, il nome dell'abolizionista Frederick Douglass e la canzone Hail to the Chief furono ispirati tutti dal poema.

## Personaggi
- James Fitz-James, cavaliere di Snowdoun, Giacomo V di Scozia, viaggiatore in incognito
- Ellen Douglas, figlia di James Douglas
- James Douglas, un tempo conte di Bothwell, mentore del giovane re Giacomo, ora esiliato come nemico
- Allan Bane, un bardo
- Roderick Dhu, capo del clan Alpine, messo fuori legge dopo aver commesso un omicidio a sangue freddo alla corte scozzese
- Lady Margaret, madre di Roderick Dhu
- Malcolm Graeme, giovane capo delle highland ed ex cortigiano di Giacomo V, amato da Ellen
- Brian the Hermit, un profeta pagano delle tradizioni dei Druidi
- Duncan, un influente membro del Clan Alpine appena morto
- Angus, figlio di Duncan
- Norman, sposo e membro del Clan Alpine
- Mary, sposa di Norman
- Blanche of Devan, una donna scozzese delle lowland, il cui promesso sposo è stato ucciso, il giorno delle nozze, da un membro del Clan Alpine.

## Fonti della narrazione

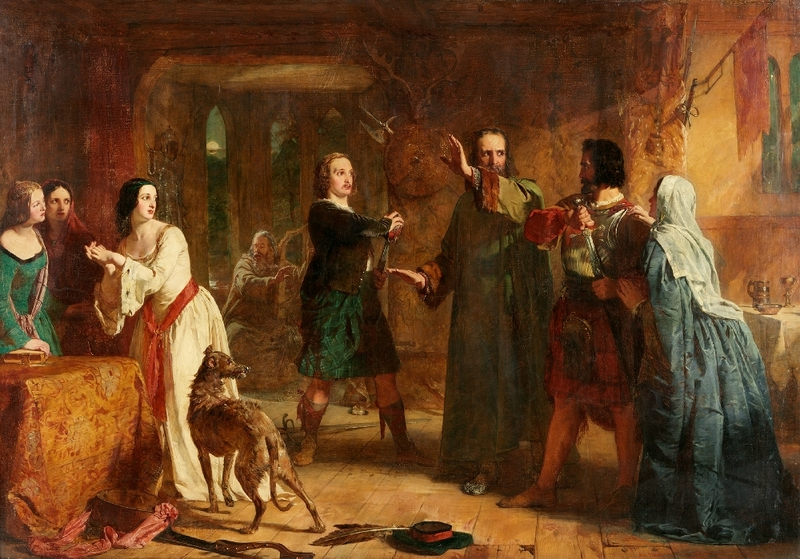
Illustrazione di Alexander Johnston

Il poema non è basato su di uno specifico evento, ma vi sono alcuni elementi tratti dalla storia scozzese:
- Re Giacomo V di Scozia amava scoprire cosa la gente comune pensasse di lui, viaggiando spesso in incognito tra di loro.
- Molti re di Scozia litigarono con i capi dei clan Douglas e successivamente si riconciliarono con loro.
- Clan Alpino è un clan immaginario, ma il suo nome assomiglia a quello di Siol Alpin. La sua storia ricorda la rivolta del Clan Gregor contro la monarchia scozzese.

## Curiosità
Il poema viene citato nel film Persuasione (film 1995), adattamento cinematografico dell'omonimo romanzo della scrittrice britannica Jane Austen, durante una conversazione sulle rive della località balneare di Lyme Regis tra la protagonista Anne Elliot e l'amato amico del Capitano Wentworth, il Capitano Benwick.